# メスト・ユルマズ
メスト・ユルマズ（トルコ語：Ahmet Mesut Yılmaz、1947年11月6日 ‐ 2020年10月30日）は、トルコ共和国の政治家、首相（1991年6月23日 - 1991年11月20日、1996年3月6日 - 1996年6月28日、1997年6月30日 - 1999年1月11日）。

## 経歴
ユルマズはイスタンブールで生まれた。1971年にアンカラ大学社会科学学部を卒業。ドイツのケルン大学に留学し、帰国後は民間企業で勤務した。1983年5月の祖国党設立に参加し、副党首に就任。同年の総選挙でリゼ選挙区から立候補し、国会議員に当選した。
第1次オザル内閣では、1983年に情報担当国務相、1986年に文化観光相に就任。1987年の第2次オザル内閣で外相。1989年のアクブルト内閣でも引き続き外相を務めた。
1991年の祖国党党大会でアクブルトを破って党首に選出され、同年6月に首相に就任したが、同年実施された総選挙の敗北を受けて半年余りで首相を辞任した。
1993年の大統領オザルの死去を受けて、祖国党内の権力基盤を確立。オザル時代の親イスラーム路線を修正し、世俗主義色を強めた。
1995年の総選挙の後、イスラーム系政党の福祉党の政権獲得を阻止するために、正道党と連立を組んで再度首相に返り咲いたが、両党間の確執から僅か3ヶ月で退陣した。その後成立した福祉党のエルバカン政権が、軍部の圧力により1997年に退陣すると、3度目となる組閣を行った。
ユルマズ内閣は、1998年に汚職疑惑により総辞職し、後任のエジェヴィト内閣のもとで1999年に総選挙が実施された。総選挙後、民主左派党、民族主義者行動党、祖国党によるエジェヴィト連立政権が発足、ユルマズも副首相として入閣した。
2002年の総選挙では、公正発展党の躍進のため、祖国党は議席を獲得できず、ユルマズも党首を辞任した。2005年に首相在任時の汚職容疑で訴追されたが、翌年の最高裁判決により無罪とされた。2006年に政界復帰を宣言し、2007年の総選挙で無所属でリゼ選挙区から国会議員に出馬して当選。政界復帰を果たした。
晩年は癌に侵され闘病生活を送った。定期健診で肺がんが発見され、2019年1月23日に手術を受け腫瘍を除去。しかし2020年5月に今度は脳幹に腫瘍が見つかり手術を受けた。同年10月30日に入院していたイスタンブール・シシュリの病院で死去。